# Linda Feller

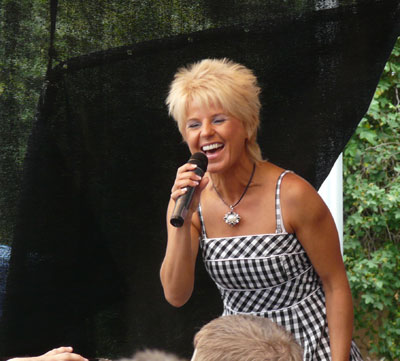
Linda Feller (2008)

Linda Feller (* 23. September 1966 als Uta Weitzel in Ohrdruf) ist eine deutsche Country- und Schlagersängerin.

## Leben und Karriere
Linda Feller wuchs gemeinsam mit einem älteren Bruder († 1982) in Ohrdruf auf. Nach ihrem Schulabschluss absolvierte sie eine Ausbildung im Kundendienst an der Handelsschule in Erfurt.

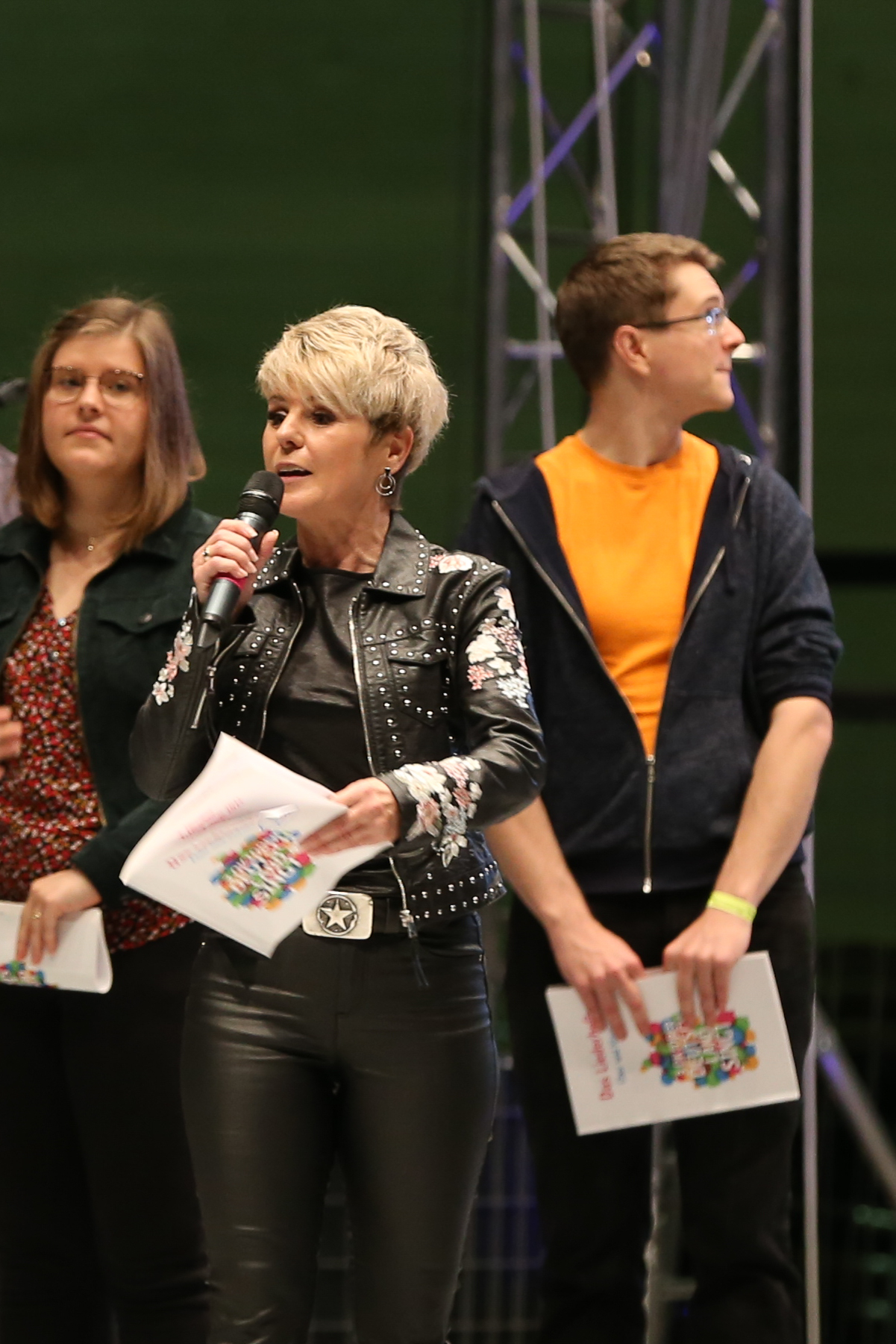
Linda Feller (Mitte), 2021

Der Schlagersänger und Entertainer Hartmut Schulze-Gerlach entdeckte sie im Jahr 1985 in der von ihm moderierten Fernsehsendung Sprungbrett und förderte sie in den ersten Jahren ihrer Karriere. Bereits früh wandte Feller sich der Country-Musik zu, interpretierte den Titel Apple Jack von Dolly Parton auf einer Produktion des Labels Amiga und war ab 1986 Leadsängerin der Band Country & Co.
Im Jahr 1988 kehrte sie nach ihrem Auftritt beim Country-Festival in Kloten in der Schweiz nicht wieder in die DDR zurück und ließ sich in Mainz nieder. Dort erschien im Jahr 1990 ihr erstes eigenes Album unter dem Titel Linda Feller. Seit Anfang der 1990er-Jahre singt sie deutsche Country- und Schlagermusik. 1992 wurde Feller von der seinerzeit neugegründeten German American Country Music Federation als erste Künstlerin mit dem Preis „Sängerin des Jahres“ ausgezeichnet. Diese Ehrung wurde ihr mittlerweile sieben Mal zuteil. Im Jahr 1998 erhielt sie eine Einladung zu einem Auftritt an der Grand Ole Opry in Nashville und trat dort am 11. September 1998 als erste deutsche Künstlerin mit dem Dolly-Parton-Titel Silver and Gold auf. Der MDR produzierte rund um dieses Ereignis ein TV-Special. 2003 trat sie beim Country-Festival Stodola Michala Tučneho in Hoštice u Volyně in Tschechien auf.

### Privates
Linda Feller ist seit Dezember 2014 in zweiter Ehe verheiratet und lebt mit ihrem Mann in Dresden-Cossebaude. Aus ihrer ersten Ehe (1985–2010) mit dem Musiker Benno Penßler-Beyer (1940–2019) hat sie eine Tochter.

## Diskografie

### Alben
- 1990: Linda Feller
- 1992: Ich weiß genau was ich will
- 1993: Jetzt lieb ich dich erst recht
- 1994: Es wird höchste Zeit
- 1994: Stille Stunden am Kamin
- 1995: Du bist das Salz in meiner Suppe
- 1995: The Best Of – Vol.1
- 1995: Grundverschieden
- 1996: Überdosis Liebe
- 1997: Stations
- 1997: Jenseits des Horizonts
- 1998: Andre Mütter haben auch ein schönes Kind
- 1998: Linda Feller & Friends
- 1998: Einmal Nashville & zurück
- 1999: Weil du mich liebst
- 2000: Hey kleine Linda (mit Hartmut Schulze-Gerlach)
- 2000: Jeder Tag kann ein Anfang sein
- 2000: Life is good
- 2001: Wenn überhaupt…
- 2001: Wintermärchenzeit
- 2002: Du tust mir so gut
- 2003: Pustekuchen
- 2004: Gala der Gefühle (mit Jonny Hill)
- 2005: Country-Balladen & mehr
- 2005: Country-Hits Vol.1
- 2005: Langsam aber sicher
- 2007: Liebe ist wie ein Haus
- 2009: Stark
- 2011: Mein neuer Weg
- 2013: Frauenherz
- 2014: Und immer noch ich
- 2016: Frischer Wind
- 2020: 35 Jahre – Das Jubiläumsalbum
- 2024: Mein musikalisches Abenteuer · 40 Jahre Leidenschaft

### Singles (Auswahl)
- 1990: Du bist das Salz in meiner Suppe
- 1993: Minuten im Fieber
- 1994: Sonnenkinder sind wir alle
- 1994: Andre Mütter haben auch ein schönes Kind
- 1995: Keiner lügt so schlecht wie du
- 1997: Auch eine Frau kann durchaus ihren Mann steh’n
- 2000: Du weißt, was Frauen lieben
- 2003: Wenn du sagst goodbye
- 2005: Langsam aber sicher
- 2005: Die glücklichste Frau auf der Welt
- 2007: Liebe ist wie ein Haus
- 2008: Was uns einmal wichtig war
- 2009: Ich schlaf in deinem T-Shirt
- 2016: Unser Glück
- 2016: Billy Bob’s Texas
- 2017: Wir müssen damit aufhören
- 2018: Tausend bittersüße Tränen
- 2018: Nicht nur der Regen
- 2018: In meinem Wagen
- 2019: Mr. Texas
- 2020: Hätt’ ich ein andres Herz
- 2020: Liebe ist ein andres Wort für Wahnsinn
- 2020: Ab jetzt
- 2021: Mein letzter Freund (Duett mit Hartmut Schulze-Gerlach)